# نانچانگوسور
نانچانگوسور (نام علمی: Nanchangosaurus) نام یک سرده از رده خزندگان است.